# Familia criminal de Búfalo

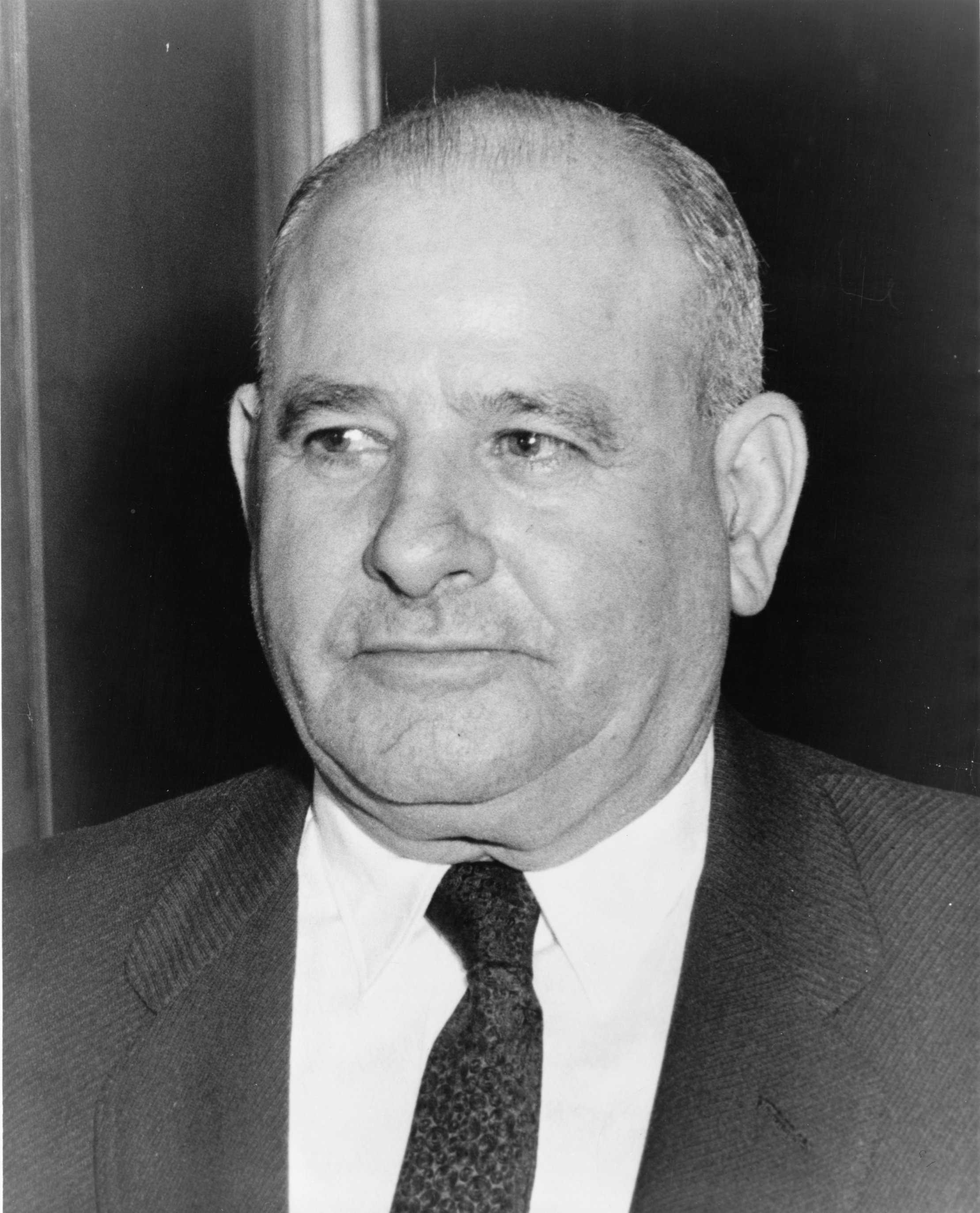
Fotografía de Stefano Magaddino

La Familia criminal de Búfalo, también conocida como la familia criminal Magaddino, la Mafía de Búfalo, The Arm, la familia criminal del estado de Nueva York, la Mafia de Upstate New York, y la familia criminal Todaro, es una familia criminal mafiosa ítalo-estadounidense basada en Búfalo, Nueva York. Investigadores criminales señalan que la familia opera a través de toda la parte occidental del estado de Nueva York, Erie, Pensilvania, y Hamilton, Ontario, Canada. La familia Búfalo es reputada de tener grandes conexiones con la Familia criminal Luppino del Área metropolitana de Toronto y la Familia criminal Papalia. Según el Departamento de Justicia de los Estados Unidos, el actual jefe de la familia es Joseph A. "Big Joe" Todaro Jr., quien asumió el rol luego de la renuncia de su padre Joseph E. "Lead Pipe Joe" Todaro Sr..